# 澳洲國家植物園
澳洲國家植物園（英語：Australian National Botanic Gardens），設立於1949年，是澳洲最大的原生種植物庫，是澳洲重要的植物學研究資源之一。
園區座落在澳洲首都特區坎培拉，位在澳洲國立大學旁的黑山山腳。

## 外部連結
- 澳洲國家植物園（官方網站） （页面存档备份，存于）